# Rex Brown
Rex Brown (født 27. juli 1964) er en amerikansk bassist. Han er nuværende bassist i bandet Kill Devil Hill. Brown har tidligere været medlem af bandet Down, men han er mest kendt for at være basist i groove metal-bandet Pantera.
1. ↑  Navnet er anført på engelsk og stammer fra Wikidata hvor navnet endnu ikke findes på dansk.